# Eva Müller-Hill
Eva Christina Müller-Hill (geb. Wilhelmus; * 1980 in Köln) ist eine deutsche Mathematikerin und Professorin für Didaktik der Mathematik der Sekundarstufen an der Universität Rostock.

## Leben
Müller-Hill ist seit 2009 verheiratet und die Schwiegertochter des Genetikers Benno Müller-Hill. Von 1999 bis 2005 studierte sie Philosophie, Mathematik und Germanistik an den Universitäten Köln und Bonn. Nach dem Diplom 2005 bei Helmut Reckziegel absolvierte sie von 2005 bis 2011 ein Promotionsstudium (Fach Philosophie) an der Universität Bonn. Nach der Promotion 2011 zum Dr. phil. durch die Philosophische Fakultät der Universität Bonn bei Rainer Stuhlmann-Laeisz und Benedikt Löwe arbeitete sie 2016/17 an der Universität Marburg. Dann war sie von 2017 bis 2023 W2-Professorin für Didaktik der Mathematik der Sekundarstufen an der Universität Rostock. Seit 2023 ist sie W3-Professorin.
Die Schnittstellen von Mathematikdidaktik, Philosophie und Soziologie der Mathematik bearbeitet sie in ihren Forschungsschwerpunkten methodisch und inhaltlich:
- Mathematisches Erklären-Warum
- Mathematisches Problemlösen
- Fundamentale mathematische Ideen
- Fachbezogene Reflexion bei der Professionalisierung von Mathematik-Lehramtsstudierenden

## Veröffentlichungen (Auswahl)

### Schriften
- Die epistemische Rolle formalisierbarer mathematischer Beweise – Formalisierbarkeitsorientierte Konzeptionen mathematischen Wissens und mathematischer Rechtfertigung innerhalb einer sozio-empirisch informierten Erkenntnistheorie der Mathematik, Online-Publikationen an deutschen Hochschulen, Bonn, Univ., Diss., 2011. online
- Mitautorin: Analyse und Reflexion von Problemlöseprozessen – Ein Beitrag zur Professionalisierung von Lehramtsstudierenden im Fach Mathematik, Hanse-Kolloquium zur Hochschuldidaktik, 2021.

### Herausgeberschaften
- mit Michael Meyer, Ingo Witzke (Hrsg.): Wissenschaftlichkeit und Theorieentwicklung in der Mathematikdidaktik. Festschrift zum sechzigsten Geburtstag von Horst Struve, Verlag Franzbecker, 2013. ISBN 978-3-8812-0827-7
- mit Michael Meyer, Ewald Kiel (Hrsg.): Was? Wie? WARUM? – Erklären im Mathematikunterricht. Themenheft der Zeitschrift PM (Praxis der Mathematik in der Schule), Heft 64, 2015. ISSN 1617-6960
- "Visualisieren – Transformation und Transfer". Themenheft Der Mathematikunterricht, Friedrich-Verlag, 6/2017.